# Карипски Анди
Карипски Анди (шп. Cordillera de la Costa) су најсевернији део планинског венца Анда. Смештени су уз обалу Карипског мора и пружају се од 69° згд и долине Беркисимето на западу до острва Тринидад. Налазе се у Венецуели и на Тринидаду и Тобагу, где се завршавају. Највиши врх је Ниагвата — 2.765 метара.

## Географија
Карипски Анди су релативно млади, јер се савремени рељеф формирао током неогена. Простор је веома подложан земљотресима, али нема вулкана. Венац се састоји од два међусобно паралелна крака правца пружања запад-исток. Први су Обалски Анди (Serrania de Costanera), изграђени од гнајса, гранита и шкриљаца. Залив Барселона улази дубље у копно и дели овај крак на „Каракаске Анде“ на западу и „Сера Кумана“ на истоку. Највиши врх је Ниагвата, 2.765 метара и налази се Каракаским Андима. Унутрашњи Анди (Serrania del Interior) су други крак који је од првог одвојен Централном депресијом надморске висине око 300-500 метара. Унутрашњи Анди су нижи (до 1.500 метара), грађени су од пешчара и испресецани кратким водотоковима.
Клима Карипских Анда је тропска, са израженим влажним и сушним периодом током године. Температуре су сталне и варирају од 26-28°C. С порастом висине снижавају се на 18 °C на око 1.000 метара. Просечна количина падавина је 827 милиметара. За време сушног периода од новембра до априла, падне само 50-80 мм талога, а остала количина се излучи између маја и октобра. Приобаље прима преко 1.000 милиметара кише, а унутрашњи венци око 300 мм.
Вегетација зависи од доба године. Током кишне сезоне ниже падине до 1.000 метара надморске висине обрасту високом травом и акацијама. Изнад те границе јављају се листопадне шуме. Врхови су прекривени пашњацима на којима се напаса стока. За време зиме пашњаци и ливаде се осуше и пожуте, док шуме губе лишће. Једино се вегетација уз обалу залива Парија одржава преко целе године, независно од смене кише и суше.

## Становништво и насеља
У Карипским Андима налази се највећа концентрација становништва Венецуеле. У приобаљу који чини 20% површине државе живи чак 70% укупног становништва. Највише је местика, затим црнаца и нешто мање Индијанаца. Највећи град ове регије је Каракас, главни град Венецуеле. Налази се на надморској висини од око 1.000 метара у подгорини Анда и удаљен је 13 километара од обале Карипског мора. Основали су га Шпанци 1567. године. Данас у њему живи око 1,7 милиона становника. На обали Валенсијског залива развила се Валенсија (1,5 милиона становника) и Маракај, док је на крајњем истоку град Кумана. Важније луке приобаља су Пуерто Кабељо и Пуерта ла Круз.

## Привреда
Пољопривреда овог предела је слабо развијена услед земљишта које је подложно ерозији и спирању. Само се око Валенсије гаје пиринач, кукуруз, дуван, какао и шећерна трска. Приноси су слаби због екстензивног начина обраде ораница. Сточарство је заступљеније и интензивније, али је главнина ове гране оријентисана на низију Оринока. Најзначајнији природни ресурс Карипских Анда је нафта, која се налази у његовим подножјима, нарочито око града Кумана. То је допринело развоју петрохемије у Пуерто ла Крузу и Пуерто Кабељу. Основица металургије и машинске индустрије развијених у Каракасу и Валенсији су богата налазишта руде гвожђа у Андском горју. Осим ових грана, развијене су прехрамбена, текстилна и дуванска индустрија, највише у Каракасу, Маракају и Куманеу.